# Йорк (Аризона)
Йорк (англ. York) — переписна місцевість (CDP) в США, в окрузі Грінлі штату Аризона. Населення — 599 осіб (2020).

## Географія
Йорк розташований за координатами 32°45′0″ пн. ш. 109°5′18″ зх. д. / 32.75000° пн. ш. 109.08833° зх. д. (32.749981, -109.088400).  За даними Бюро перепису населення США в 2010 році переписна місцевість мала площу 5,58 км², з яких 5,58 км² — суходіл та 0,00 км² — водойми.

## Демографія
Згідно з переписом 2010 року, у місті мешкало 696 осіб у 289 домогосподарствах у складі 184 родин. Густота населення становила 125 осіб/км².  Було 398 помешкань (71/км²).
Расовий склад населення:
| - 80,9 % — білих - 1,7 % — корінних американців - 1,1 % — чорних або афроамериканців - 0,1 % — вихідців з тихоокеанських островів - 12,5 % — осіб інших рас |

До двох чи більше рас належало 3,6 %. Частка іспаномовних становила 33,8 % від усіх жителів.
За віковим діапазоном населення розподілялося таким чином: 26,1 % — особи молодші 18 років, 58,2 % — особи у віці 18—64 років, 15,7 % — особи у віці 65 років та старші. Медіана віку мешканця становила 42,5 року. На 100 осіб жіночої статі у місті припадало 106,5 чоловіків;  на 100 жінок у віці від 18 років та старших — 97,7 чоловіків також старших 18 років.
Середній дохід на одне домашнє господарство  становив 45 127 доларів США (медіана — 29 400), а середній дохід на одну сім'ю — 46 374 долари (медіана — 32 083). За межею бідності перебувало 28,4 % осіб, у тому числі 56,3 % дітей у віці до 18 років та 15,9 % осіб у віці 65 років та старших.
Цивільне працевлаштоване населення становило 201 осіб. Основні галузі зайнятості: сільське господарство, лісництво, риболовля — 35,3 %, роздрібна торгівля — 14,4 %, освіта, охорона здоров'я та соціальна допомога — 11,4 %, будівництво — 9,0 %.